# Administradoras de fondos de pensiones de República Dominicana
Las Administradoras de fondos de pensiones de República Dominicana son instituciones financieras privadas de carácter previsional encargadas de administrar los fondos y planes de pensiones del Régimen de ahorro individual con solidaridad en República Dominicana.
Pensión:
- Tiene que tener un trabajo.
- Cotizar una seguridad social

## Marco legal
El 9 de mayo de 2001, Mediante Ley No.87-01 se crea el Sistema Dominicano de Seguridad Social.
La Ley-13-20. Esta ley tiene por objeto fortalecer el rol y la capacidad gerencial y funcional de la Tesorería de la Seguridad Social (TSS) y de la Dirección de Información y Defensa de los Afiliados (DIDA).

## Características
- Las AFP  garantizan a veces que los trabajadores se pensionen, suele ser un porcentaje muy bajo de pensionados.

- Deben constituir garantías para responder por el manejo transparente y correcto de las inversiones de los recursos desarrollando planes de capitalización y pensiones.

- Deben garantizar a sus afiliados una rentabilidad mínima determinada con base en la metodología estandarizada de la Superintendencia Financiera de Colombia.

- Hoy las AFP son los administradores de ahorro más importantes de República Dominicana.

- Las AFP administran las pensiones obligatorias y las cesantías de los trabajadores colombianos, pero además ofrecen pensiones voluntarias como instrumento de ahorro voluntario con una amplia gama de portafolios de inversión que se ajusta a los perfiles de riesgo de los afiliados.

## Qué ofrecen las AFP
- Pensión Obligatoria: es un pago que obtienen las personas afiliadas al Sistema General de Pensiones, que tiene como fin el amparo. Esta se obtiene a través de la afiliación a una administradora de Fondos de Pensiones y Cesantías. Este pago se financia con las cotizaciones obligatorias que realizan los trabajadores en su vida laboral.

- Pensión Voluntaria: Es un ahorro voluntario. Su pago es periódico y permite invertir capital de forma segura y productiva.

## Fondos de pensiones
En 2024 operaba 7 AFP en la República Dominicana.
| N.° | País                 | Entidad       | Activos (En millones de pesos) | Afiliados |
| --- | -------------------- | ------------- | ------------------------------ | --------- |
| 1   | República Dominicana | AFP Popular   | 332 723                        | 1.517.491 |
| 2   | República Dominicana | AFP Crecer    | 226 525                        | 1.436.966 |
| 3   | República Dominicana | AFP Siembra   | 205 213                        | 1.027.194 |
| 4   | República Dominicana | AFP Reservas  | 165 447                        | 772.641   |
| 5   | Honduras             | AFP Atlántida | 14 710                         |           |
| 6   | República Dominicana | AFP Romana    | 8942                           |           |
| 7   | República Dominicana | AFP JMMB-BDI  | 8725                           |           |